# CD-R
CD-R е вид компактдиск, който позволява еднократен запис на музика или данни в произволен логически формат, съвместим с някой от стандартите за CD. Физическият и логически формат на CD-R диска е описан в стандарта Orange Book Part II. CD-R са разработени от японската фирма Taiyo Yuden. Първите дискове излизат на пазара през 1994, а създателят на първите записвачки е Yamaha.

## Структура на диска
Дисковете за еднократен запис CD-R се различават от обикновените CD по това, че имат допълнителен слой, нанесен между пластмасовата подложка и металния отразяващ слой. Този слой представлява органично багрило на основата на цианови, фталоцианови или азо-съединения. Циановите багрила за запис (сини до виолетови на цвят) са създадени и патентовани от Taiyo Yuden, фталоциановите (светлозелени на цвят) – от швейцарската фирма Ciba Specialty Chemicals, а азо-багрилата (от средно до светлосиньо)- от Mitsubishi Chemical Corporation. Понякога производителите добавят оцветител към фталоциановите багрила. Така те стават сиви на цвят и по външен вид диска прилича много на матрично CD. Според цвета е възможно до голяма степен да се определи материала на записващия слой. Описаните дотук цветове са валидни когато отражателния слой на диска е сребро. Ако диска е покрит със златен слой така описаните цветове се променят. Използването на злато в днешни дни обаче е рядко явление. Последният факт не може да се установи по цвета на картинката (цвета на боята) от горната страна на диска.

## Принципи на четене и запис
При запис, вследствие загряването на допълнителния слой с помощта на лазерно лъчение, се извършват необратими химически промени в него, като се променя както геометричният размер на загрятото петно, така и отражателната способност на диска в тази точка. На това място се образува маркер (пит), който може да се прочете от четящата глава вследствие на променената си отражателна способност. За разлика от обикновените CD, тук отражателният метален слой не е от алуминий, а от сребро или злато поради по-добрата им отражателна способност и химическа устойчивост. От значение е и качеството на лаковото покритие, което се отлага върху металния слой. То предпазва диска както от корозия, така и от надраскване и други външни въздействия, които биха унищожили записаната информация.
Някои аспекти на трайността:Вследствие на голямата химическа агресивност на органичното багрило, процесът на стареене на CD-R диска е по-бърз в сравнение с обикновените CD. За оценка трайността на различните видове компактдискове се използват климатични тестове (тестове за ускорено стареене). От резултатите, получени с тях, може да се направи прогноза за трайността на записаната информация в абсолютно измерение, но заключенията за относителната трайност на дисковете с различни формати (CD, CD-R, CD-RW, DVD, DVD-R и др.), произведени по различни технологии и с различни материали, са много по-достоверни. Оказва се че CD са по трайни от CD-R, те от своя страна са по-трайни от CD-RW. Също DVD е по-трайно от DVD-R и т.н. Тук трябва да споменем, че обещанията на някои фирми-производители за трайност на дисковете до няколко десетки години са преувеличени (това до голяма степен е вярно за „матричните“ CD и DVD). Извън ограниченията на технологията по отношение на трайността някои материали за производство на CD-R, както и неподходящи (дори „нормални“) условия за съхранение могат силно да редуцират срока им на годност.
Не се препоръчва например излагането на CD-R диска на пряка слънчева светлина или други източници на топлина. Дисковете не трябва да се поставят да лежат върху твърди повърхности поради възможността от надраскване. Допустимо е надписването на диска от горната страна (тази с картинката), като се използват само специално предназначени перманентни маркери с мек връх. Не залепяйте никакви лепенки и други допълнителни етикети върху диска. Те създават механичен дебаланс и могат да повредят CD-ROM устройството ви.